# ヒポクラテス崇拝

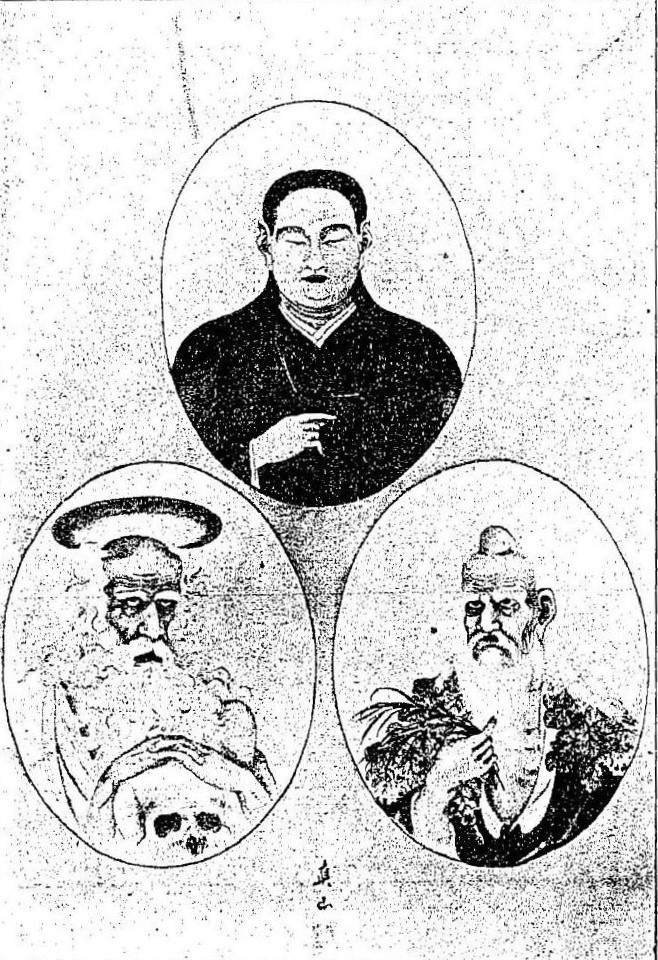
吉田義之(1908年)『人寿説』より、「小彦名命、炎帝神農氏及びヒポクラテスの肖像」。

ヒポクラテス崇拝（ヒポクラテスすうはい）は、江戸期以降の日本における、西洋医学の祖であるところのヒポクラテスを信仰の対象とする習俗のことである。
旧来の日本において、漢方医は中国神話の神農や、日本神話の大己貴神・少彦名神といった薬祖神を祀ることが多かったが、これに対して新興勢力の蘭方医は、ヒポクラテスを自らのシンボルとして用いた。江戸期の日本においては神農画が多く描かれたが、幕末から明治期にかけてはその延長上のものとしてヒポクラテス画が描かれ、信仰の対象となった。

## 日本の薬祖神
薬祖神は、医療の始祖と語り継がれる各種の神のことである。中国では神農が薬祖神として祀られており、たとえば、晋代の『帝王世紀』には、神農は医者と薬売の神であると記述されている。日本にも神農について記した医学書は渡来していたものの、少なくとも平安期までにおいて神農を祭祀の対象とする伝統はなかったものとみられている。鎌倉幕府成立前後に輸入され、本草学の規範となった宋版『証類本草』諸序には神農についての記述があり、小曽戸洋によれば、同書が日本における神農崇拝の契機となったのではないかと考えられる。王履は1367年に『医経溯洞集』を執筆し、その巻頭に「神農嘗百草論」をおいたが、この書は中国のみならず日本や朝鮮をふくむ東アジア圏において、神農の薬祖神としての性質を強調させるうえで大きな役割を果たした。同書は熊宗立が上梓した医学叢書であり、日本にも多く輸入された『東垣十書』にも収録され、室町期から近世における日本医学を基礎づけるものとなった。また、熊が出版した『歴代名医図讃』は、日本における神農画流行のきっかけとなった。安土桃山期から江戸期にかけての日本では神農画を描く文化が定着し、特に江戸期においてはおびただしい数の神農画が描かれた。
大己貴神・少彦名神は日本神話の神であり、『日本書紀』には両者が協力し、民と家畜の病の治療法を定めたという旨の記述がある。この2神を祭神とする大洗磯前神社や五條天神社は薬種業者の崇敬を集めてきた。大阪・道修町の少彦名神社は安永9年（1780年）に同地の薬種業者が五條天神社を分霊して建立した神社であり、祭神として少彦名神および神農を祀っている。

## 西洋医学の導入とヒポクラテス崇拝の形成

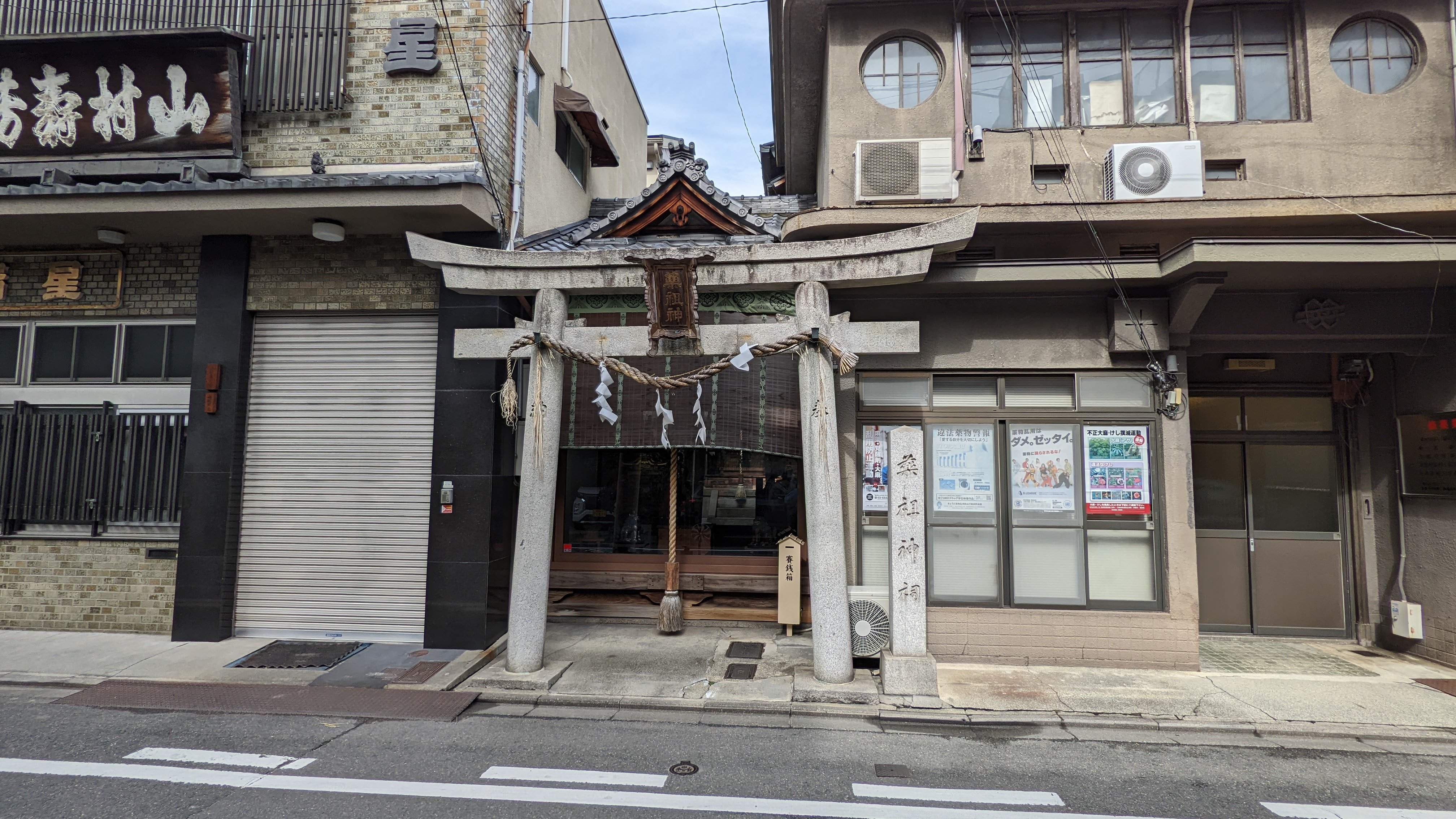
薬祖神祠。神農・少名彦・大己貴命に加え、ヒポクラテスを祭神として扱っている。

ヒポクラテスは紀元前5世紀から4世紀にかけて活動した古代ギリシャの医師で、伝統的に西洋医学の父であると考えられてきた人物である。日本への西洋医学の導入は江戸期、長崎のオランダ商館を通じておこなわれた。当時のオランダ商館の医師については『オランダ商館日記』に記録が残り、オランダ人医師は、初期より日本人患者を診療したり、または医薬に関する日本人の質疑に応じたことがわかっている。蘭学者の杉田玄白・前野良沢は安永3年（1774年）に『解体新書』を上梓した。これははじめて邦訳された西洋医学書であり、日本人の西洋医学に対する関心を高めるにあたって大きな影響を残した。
文献上、日本においてはじめてヒポクラテスが紹介されたのは、寛政10年（1798年）のことであり、大槻玄沢が『重訂解体新書』において、ヨハン・アダム・クルムス『ターヘル・アナトミア』の脚注として記載されていた彼の略伝を訳出したのがそのはじまりである。これには異説もあり、寛政6年（1794年）、江戸の蘭学者が集まりとりおこなった「オランダ正月」を描いた『芝蘭堂新元会図』をみると、背景にはすでにヒポクラテス画が飾られているようにみえる。しかし、宴席を開いた人物である前野が、寛政11年（1799年）にはじめてヒポクラテスの肖像画を見たと日記にのこしていること、中国医学を厳しく批判していた彼が漢方医の模倣をするとは考えがたいことから、この画像はヒポクラテスではなく、当時前野が翻訳をおこなっていた『瘍医新書』の著者である、ローレンツ・ハイスターの肖像であろうと考えられている。
当時の蘭方医は、神農画と同様にヒポクラテス画を描かせるようになった。翌寛政11年（1799年）には、大槻が石川大浪にヒポクラテスの肖像画を模写させたが、これが日本において描かれたはじめてのヒポクラテス画であると考えられている。大槻はこの画において、自分の家は代々漢方をおさめ、神農と黄帝の二聖の像を掲げてきたが、自分の代からは西洋医学を専門とすることになったため、かわりにヒポクラテスの画像を掲げるようにしたという讃をつけている。こうした意識は当時の蘭方医の多くが持っていたようで、彼らは従来の漢方医が神農を祀ったことに対抗して、西洋医学の祖であるヒポクラテスを崇め、自らのシンボルとして用いた。芝哲夫によれば、当時の医師はヒポクラテス画を神農信仰の延長上に置き、掛け軸に仕立ててその礼拝を怠らなかったという。当時、多くのヒポクラテス画を描いた人物としては、徳川将軍家の侍医であった桂川甫賢が知られている。彼の描いたヒポクラテス画のうち現存するものは、2021年現在において9点が知られている。また、渡辺崋山が天保11年（1840年）に描いた『ヒポクラテス像』は、重要美術品に指定されている。
京都・二条の薬種業者は、神農・少名彦・大己貴命に加え、ヒポクラテスを祭神として扱ってきた。同地の同業者組合が設立した薬祖神祠は、元来神農・少名彦・大己貴命のみを祀るものであったが、明治13年（1880年）に祠を移設する際、欧州からも薬を輸入するようになっていた時節の関係上、「西洋の神も必要である」という判断からヒポクラテスが合祀された。